# Filip II. Makedonský

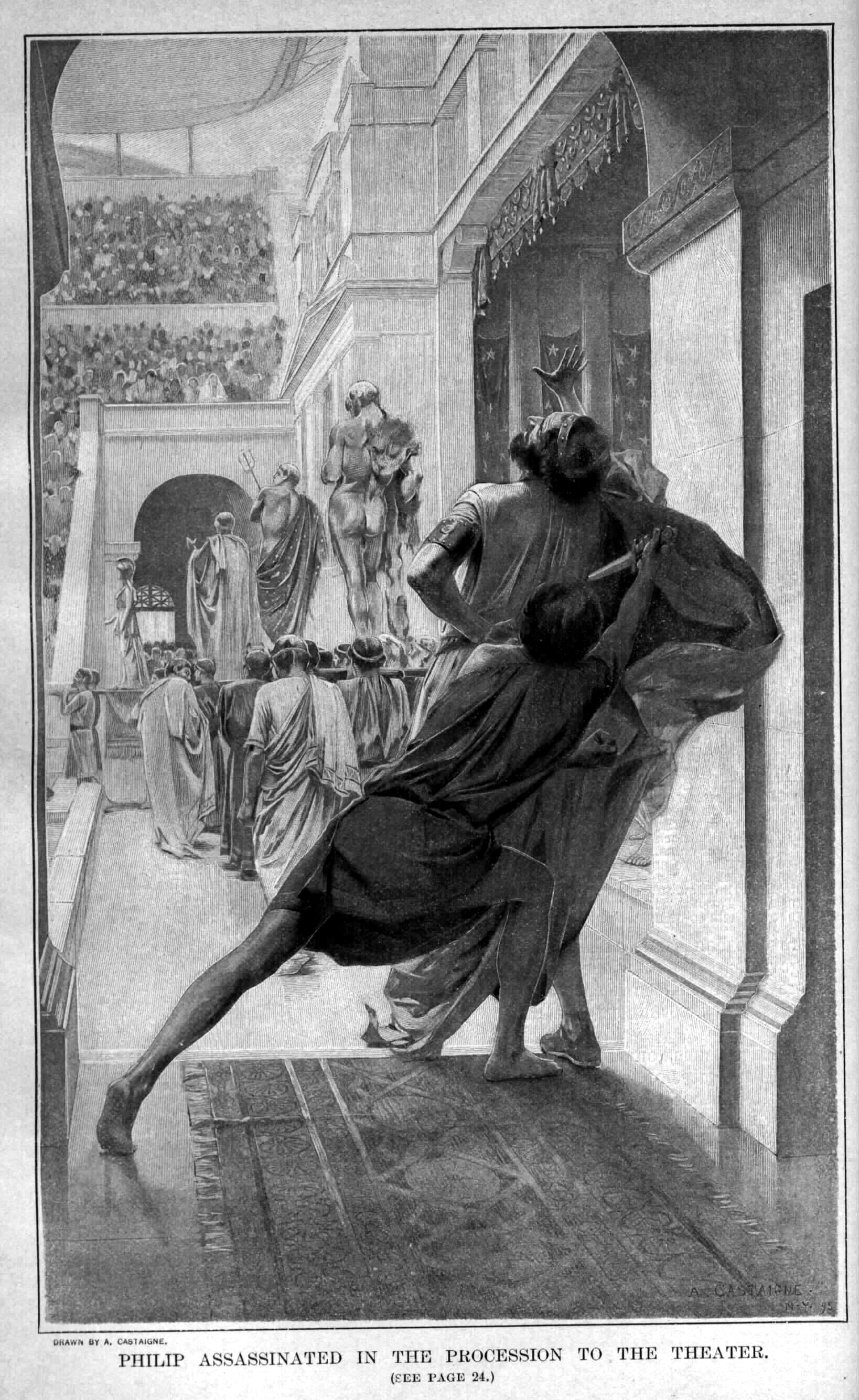
Zabití Filipa Pausaniem

Filip II. (řecky Φίλιππος (Filippos), což znamená milovník koní; okolo 382 př. n. l. – 336 př. n. l. v Aigách) byl králem Makedonie a otcem Alexandra Velikého. Vládl v letech 359 až 336 př. n. l. Filip II. byl několikrát ženatý a měl mnoho dětí. Vojenskými reformami a zahraničněpolitickými úspěchy během své vlády položil základy pozdějším velkolepým úspěchům Alexandra ve válce proti Peršanům na východě.

## Nástup na trůn
Filip II. se narodil jako syn krále Amynta III. a jeho ženy Eurydiké. Během svého mládí žil jako rukojmí v řeckém městském státě Théby v domě vojevůdce Pammena. Během regentství Ptolemaia z Aloru sem byl přiveden k utvrzení spojenectví mezi Makedonií a Thébami. Teprve když se králem stal jeho starší bratr Perdikkás III., mohl se Filip vrátit z Théb zpět do Makedonie.
Když Perdikkás padl v bitvě proti Ilyrům, převzal Filip v roce 359 př. n. l. regentství za svého nezletilého synovce Amynta IV. Po dvou letech ho makedonské vojenské shromáždění zvolilo za krále na místo příliš mladého Amynta. Na rozdíl od obdobných případů v minulosti, kdy poručníci nechali své svěřence zavraždit, Filip svému synovci nijak neublížil. Amyntás žil u makedonského královského dvora nadále až do Filipovy smrti v roce 336 př. n. l. Teprve potom byl odstraněn Alexandrem.
V době, kdy Filip převzal vládu byla situace Makedonie svízelná: Ilyrové zřejmě krátce předtím obsadili značnou část země. Ostatní sousedé Makedonie, jako byli Paiónové, Thrákové nebo řecké obce, které byly spojenci Athén, sledovali vlastní zájmy na úkor oslabeného království. Filipovi se nicméně podařilo zabránit zkáze Makedonie a dokonce dokázal svou moc v následujících letech rozšířit. Jeho politika v dalších 20 letech byla skvělou kombinací obratné diplomacie a použití vojenské moci, což přispělo k tomu, že se Makedonie stala vedoucí mocností Hellady. V době jeho nástupu na trůn byla Makedonie zničenou nejednotnou zemí. Také Pella, hlavní město království, bylo malé, nekultivované hnízdo, jehož obyvatelstvo sužoval hmyz z poblíž ležících bažin. Pozice řeckého hegemona byla však tehdy uprázdněná, neboť všechny mocné řecké obce: Sparta, Athény i Théby, byly vyčerpány vzájemnými, několik desetiletí trvajícími, krvavými boji. Samotní Helénové považovali Makedonce za primitivní severní kmen (barbarští Heléni nebo helenizovaní barbaři).

## Vojenské reformy

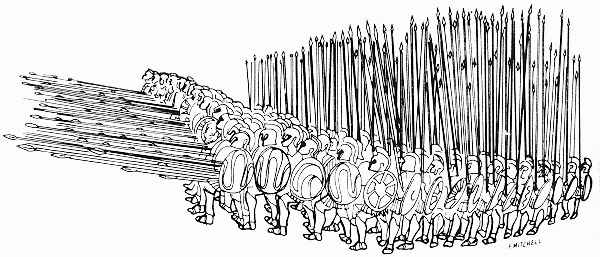
Makedonská falanga

Mocná makedonská šlechta stála v těchto válečných letech jednotně za Filipem. Filipovi se nejprve podařilo sjednotit a plně začlenit do svého systému vlády drobná království v Horní Makedonii jako Lynkestis nebo Elimiotis, což se naposledy podařilo králi Alexandrovi I. před více než sto lety. Na rozdíl od Filipa však Alexandr I. nebyl schopen tato území k Makedonii pevně připoutat. Získáním těchto oblastí došlo rovněž ke zvětšení makedonského vojska, nicméně pro makedonské budoucí úspěchy na válečném poli byly klíčové především vojenské reformy.
Filip reorganizoval svou armádu poničenou předchozími porážkami. Šlechtickou těžkou jízdu, tzv. hetairoi (králova družina), učinil elitní silou svého vojska. Těžkooděnce (pezhetairoi) zreorganizoval ve falangu, disciplinované pěší vojsko vybavené dlouhými kopími zvanými sarissy. Zranitelné boky falangy chránila lehká pěchota (hypaspistas) vyzbrojená meči a oštěpy. Zároveň byla posílena koordinace jednotlivých druhů vojsk, čímž se výrazně zvýšila efektivita makedonské armády v boji. Města, která Filip obléhal, byla na místo dřívější taktiky vyhladovění ničena obléhacími zařízeními. V některých bitvách na otevřeném poli, jako například v bitvě u Chairóneie, Makedonci uplatňovali rozestavení kosého šiku (loxé falanx), původně thébský vynález, který Filip dobře poznal, během svého tamějšího pobytu. Makedonská armáda se tak ve 4. století př. n. l. stala nejmocnějším vojskem, jaké svět do té doby spatřil.

## Konsolidace Makedonie
V prvních dvou letech svého regentství musel nejprve porazit Ilyry a Paióny. Od roku 357 př. n. l. začala pak pozvolná expanze makedonského království. Filip oblehl řecké obce ležící na makedonském pobřeží: dobyl Amfipoli, krátce nato Pydnu a na počátku roku 356 př. n. l. Poteidaiu, kterou však přenechal chalkidickému spolku. Ve stejném roce porazil ilyrsko-paiónsko-thráckou alianci, podporovanou Athénami, a posunul makedonskou vládu až k Nestu na východě. Dobytím pobřežních měst se Filip střetl s athénskými zájmy v oblasti. Pydna byla dokonce přímým spojencem Athén. Avšak tyto přístavy měly pro Makedonce příliš velkou hodnotu a Athény byly tehdy zaměstnány válkou se svými spojenci, takže neměly čas zabývat se záležitostmi na severu Egejského moře.
V roce 356 př. n. l. se Filip chopil příležitosti a získal pod svou kontrolu město Krenides (později nazývané Filippi). Tato obec byla ohrožována Thráky, a proto si zavolala na pomoc právě makedonského krále. Město Krenides mu potom dovolilo využívat zlaté doly na hoře Pangaion. Roční příjem těchto dolů – asi 1000 talentů – využíval Filip II. k dalšímu rozšíření svého vlivu. Z části k najmutí žoldnéřů, z části k obdarovávání politiků a vyslanců řeckých obcí, čímž si je získával na svou stranu. Záležitosti v Thrákii jsou v následujícím období dost nejasné. Jisté je, že z Kersobleptovy a Amadokovy říše vytvořil klientské státy Makedonie, čímž si zajistil klid na východní hranici. Filip rovněž napadl města na thráckém pobřeží: Abderu a Maroneu. V roce 354 př. n. l. obsadil Methone, poslední svobodné řecké město na makedonském pobřeží s výjimkou obcí sdružených v chalkidickém spolku. Během obléhání Methone přišel Filip o pravé oko.

## Expanze v Thesálii a Thrákii
Poté, co Filip zkonsolidoval hranice Makedonie na severu, nasměroval svoji další expanzi na jih, do Thesálie. Thesálská města se vyčerpávala ve vzájemných bojích o hegemonii nad touto oblastí. Vládnoucí rod jednoho z těchto měst, Aleuovci z Lárissy, byl již po desetiletí spřátelený s makedonským královským rodem. Když se na straně jejich soupeře, města Fery (Pherai), angažovali Fókové, obrátili se Aleuovci na Filipa II. s žádostí o pomoc. Filip v roce 352 př. n. l. porazil Fóky v bitvě na Krokusovém poli, za což byl zvolen doživotním archóntem thesálského spolku. Tak se Thesálie ocitla pod přímou makedonskou vládou a Filipův vliv se rozšířil hluboko na jih až do středního Řecka k Thermopylské soutěsce.

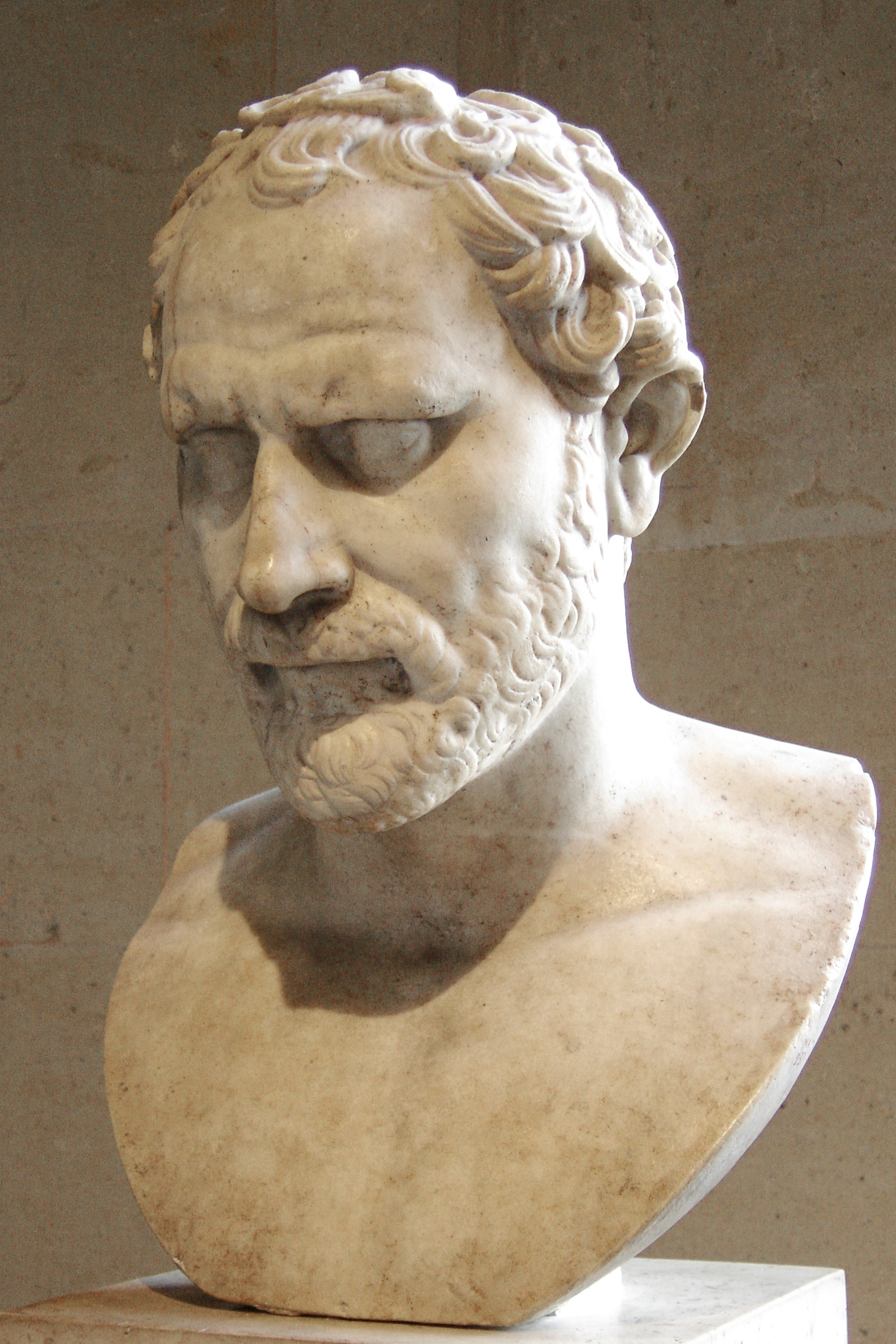
Démosthenés

V následujících letech se Filip opět chopil iniciativy na severní hranici a postoupil dále východním směrem až k Propontidě. Athénská protiopatření k zabezpečení vlastních zájmů v této oblasti přišla příliš pozdě. V roce 349 př. n. l. byla konečně zahájena ofenzíva proti poloostrovu Chalkidiké. Filip zničil město Stageira a v roce 348 př. n. l. byla navzdory athénské podpoře, o kterou se zasazoval obzvláště athénský politik a řečník Démosthenés, obsazena metropole tohoto spolku, město Olynthos.
V roce 346 př. n. l. se obrátil opět proti Fókům a definitivně je donutil ke kapitulaci. Na to získal Filip oba hlasy v delfské amfiktyonii. V témže roce byl makedonském hlavním městě Pelle uzavřen tzv. Filokratův mír, díky kterému se Athény staly Filipovým spojencem. Athénská politika těchto let však přesto zůstala pod silným vlivem Démosthena, který s tímto mírem ostře polemizoval a vynakládal veškeré úsilí k tomu (svými politickými řečmi, zvanými filipiky, ostře napadal makedonského krále), aby pohnul Athény k válce proti Filipovi a čelil tak ohrožení svobody řeckých obcí ze strany makedonské monarchie. Filip byl zatím zaměstnán v Thrákii. V roce 342 př. n. l. sesadil posledního místního domorodého náčelníka, připojil celou tuto zemi k Makedonii a podřídil ji makedonskému stratégovi.
V létě roku 340 př. n. l. oblehl Perinthos a Byzantion, čímž bylo ohroženo zásobování Athén obilím z Pontu Euxinu (Černého moře). Když Makedonci zajali jednu athénskou flotilu s nákladem obilí, vyhlásili jim Athéňané válku. Filip na to zastavil obléhání obou měst a vypravil se na sever zabezpečit hranice proti Skytům, kteří se v tomto konfliktu postavili na stranu Athén.

## Vítězství u Chaironeie
Na podzim roku 339 př. n. l. pověřila delfská amfiktyonie Filipa vedením čtvrté svaté války proti městům Amfísse a opuntské Lokridě. Athény tento postup interpretovaly jako makedonskou agresi a pod vedením Démosthena iniciovaly vznik tzv. helénského spolku. V bitvě u Chaironeie v roce 338 př. n. l. bylo toto spojenectví Athéňanů, Thébanů a většiny ostatních Helénů úplně rozdrceno. Rozhodujícím momentem bitvy bylo masivní nasazení makedonské těžké jízdy, které velel Filipův syn Alexandr. Toto makedonské vítězství znamenalo konec posledního vážného odporu Helénů proti Makedoncům.
S poraženými řeckými státy, obzvláště s Athénami, přesto Filip jednal shovívavě. Střední Řecko a Peloponés získaly nové politické uspořádání. Filipova vláda tak nezůstala omezena pouze na Thrákii a Thesálii. Makedonské království se stalo rozhodující mocí celého Řecka. Z Filipova podnětu uzavřely řecké obce (s výjimkou Sparty) v Korintě v roce 337 př. n. l. všeobecný mír (koiné eiréné), kterým byl potvrzen status quo a také autonomie řeckých obcí. Filip byl jmenován hegemonem a vojenským velitelem tohoto korintského spolku a dosáhl jeho souhlasu k válce proti Peršanům v odvetu za zničení řeckých svatyň během Xerxova tažení v roce 480 př. n. l. Ve skutečnosti ale Filip zřejmě usiloval o to, aby energii stále neklidných řeckých městských států nasměroval ke společnému cíli a odvrátil je tak od protimakedonských akcí. Tažení současně slibovalo bohatou kořist a rozšíření makedonského vlivu.

## Vztah k Alexandrovi
Filip měl mít celkem sedm manželek. Nejvýznamnější byla třetí z nich molosská princezna Polyxena, známá jako Olympias, která byla matkou Alexandra Velikého a sedmá Kleopatra, která jediná byla makedonského původu. Filipovy svatby byly součástí jeho spojenecké politiky. Spojení jednotlivých královských rodů prostřednictvím manželství totiž nejlépe stvrzovalo uzavřené aliance. Pokud je známo, měl Filip se svými sedmi ženami celkem pět dětí, z toho tři dcery a dva syny: Alexandra a Arrhidaia, který byl ale slabomyslný.
Filipovy vztahy k Alexandrovi byly často napjaté. Filip chtěl patrně zamezit tomu, aby Olympias měla příliš velký vliv na jejich syna. Na druhou stranu také Filipovo chování bylo rozpolcené. Od svého syna očekával bezvýhradnou loajalitu, ačkoliv Alexandrovo postavení jako následníka trůnu nebylo zcela jisté. Olympias navíc neměla žádnou zvláštní pozici mezi četnými Filipovými manželkami a její vliv spočíval jen v tom, že byla matkou pravděpodobného příštího makedonského krále. Ostatní Filipovi potomci, především Alexandrův poloviční bratr Arrhidaios, nebo případný další Filipův mužský potomek představovali hrozbu pro Alexandrův nárok na trůn. Na vzájemnou nevraživost mezi oběma bratry poukazuje tzv. Pixodarova aféra, v jejíž souvislosti bylo mnoho Alexandrových přátel posláno do vyhnanství. V roce 337 př. n. l. se Filip oženil s Kleopatrou, která byla neteří makedonského šlechtice Attala. Při oslavě pak Attalos urazil Alexandra, když ho nepřímo označil za bastarda a zpochybnil tak jeho následnictví. Po této roztržce, ve které se dokonce sám Filip postavil na Attalovu stranu, odešel také Alexandr společně se svou matkou do exilu v Epeiru a v Ilýrii. O půl roku později se sice vrátil zpět do Pelly, napětí mezi otcem a synem však přetrvávalo. I přes tyto vzájemné rozpory byl v boji nebo při správě země Alexandr svému otci vždy nápomocný. Filip ho dokonce určil za velitele jízdy pro plánované tažení proti Peršanům.

## Filipovo zavraždění

Makedonie v době Filipovy smrti

Předtím, než se však Filip mohl vydat na toto tažení (některé vojenské oddíly už působily v Malé Asii), byl v Aigách zavražděn během svatby své dcery s molosským králem Alexandrem Epeirským velitelem své tělesné stráže Pausaniem v létě roku 336 př. n. l. Mnozí historici spekulovali, zda do této vraždy nebyla zapletena Olympias nebo dokonce i Alexandr. Pravda ale je, že na Filipově smrti mělo zájem mnoho mocných: jednak to byly Filipem podrobené řecké obce, jednak perský velkokrál Dareios III., jehož říše se měla stát cílem plánovaného Filipova tažení. Mohli to být také někteří jedinci nebo mocenské skupiny přímo na makedonském královském dvoře. Z těch antických pramenů, které jsou dnes dostupné, není možné tuto otázku zcela vyjasnit.
S Démosthenovým hodnocením Filipa jako vládce, který chtěl svojí nespoutanou ctižádostí oloupit Helény o jejich svobodu, nelze nijak zvlášť nesouhlasit. Současně je však třeba ho uznat za velikého státníka a vojevůdce, který přetvořil Makedonii v rozvinutou monarchii a připravil tak prostor k pozdějšímu zrodu helénistického světa s jeho bohatou kulturou. Filipovu touhu, napadnout Persii, realizoval teprve jeho syn Alexandr. Úspěch, jehož přitom Alexandr dosáhl, nepochybně překročil i ty nejfantastičtější a nejodvážnější Filipovy sny.
Poslední Filipova slova byla směřována k jeho synovi Alexandrovi: "Můj synu, žádej pro sebe jiné království,
Neb to, které jsem opustil je pro tebe moc malé"